# ورقة 100 جنيه إسترليني البنك الملكي الاسكتلندي
ورقة 100 جنيه إسترليني البنك الملكي الاسكتلندي هي عملة جنيه إسترليني ورقية وهو أكبر فئة من الأوراق النقدية التي يصدرها البنك الملكي الاسكتلندي. أصدرت ورقة القطن الحالية أول مرة في عام 1987، يظهر على وجهها صورة اللورد إيلاي أحد مؤسسي البنك، وعلى الظهر صورة قلعة بالمورال.

## التاريخ
بدأ البنك الملكي الاسكتلندي بإصدر ورقة 100 جنيه استرليني في عام 1727 وهو نفس العام الذي أسس فيه البنك. كانت الأوراق النقدية المبكرة أحادية اللون وتُطبع على جانب واحد فقط. نظم قانون الأوراق النقدية (اسكتلندا) لعام 1845 إصدار البنوك الاسكتلندية الأوراق النقدية حتى استبدل بقانون البنوك لعام 2009. الأوراق النقدية الاسكتلندية هي عملة قانونية مقبولة بشكل عام في جميع أنحاء المملكة المتحدة. وهي أصلية كما الأوراق النقدية التي يصدرها بنك إنجلترا. ورقة 100 جنيه استراليني هي حاليًا أكبر فئة من الأوراق النقدية الصادرة عن بنك الملكي الاسكتلندي.
أصدرت ورقة 100 دولار في عام 1987 جزء من سلسلة إيلاي. على وجه كل الإصدارات صورة اللورد إيلاي أول محافظ للبنك، وصورة اللورد إيلي أيضًا هي العلامة المائية. تشمل عناصر التصميم الأخرى شعار البنك وواجهة منزل دونداس ومقر البنك في إدنبرة ونمط سقف القاعة المصرفية بالمقر الرئيسي. على ظهر كل أوراق سلسلة إيلاي على قلعة في الخلف. على ظهر ورقة 100 جنيه إسترليني صورة قلعة بالمورال.

## التصميم
| الورقة | تاريخ الإصدار | اللون | الحجم        | التصميم                                  |
| ------ | ------------- | ----- | ------------ | ---------------------------------------- |
| إيلاي  | 1987          | قرمزي | 169 × 95 ملم | الوجه: اللورد إيلي؛ الظهر: قلعة بالمورال |

المعلومات مأخوذة من موقع لجنة المصرفيين الاسكتلنديين.

عناصر تصميم ورقة 100 جنيه إسترليني
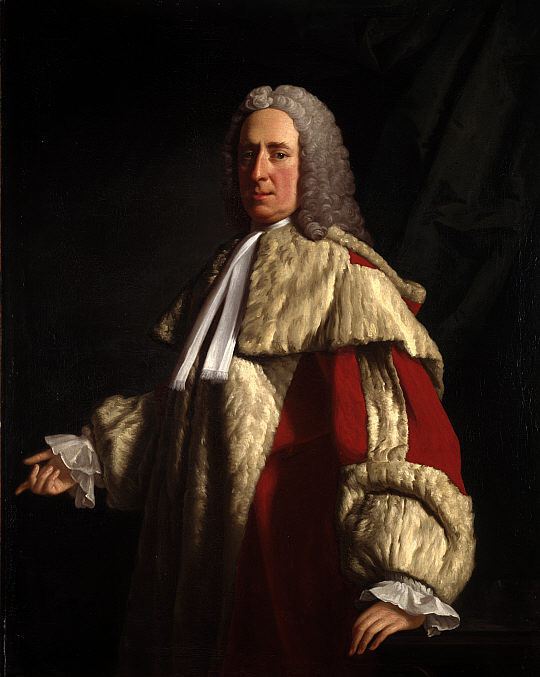
اللورد إيلاي
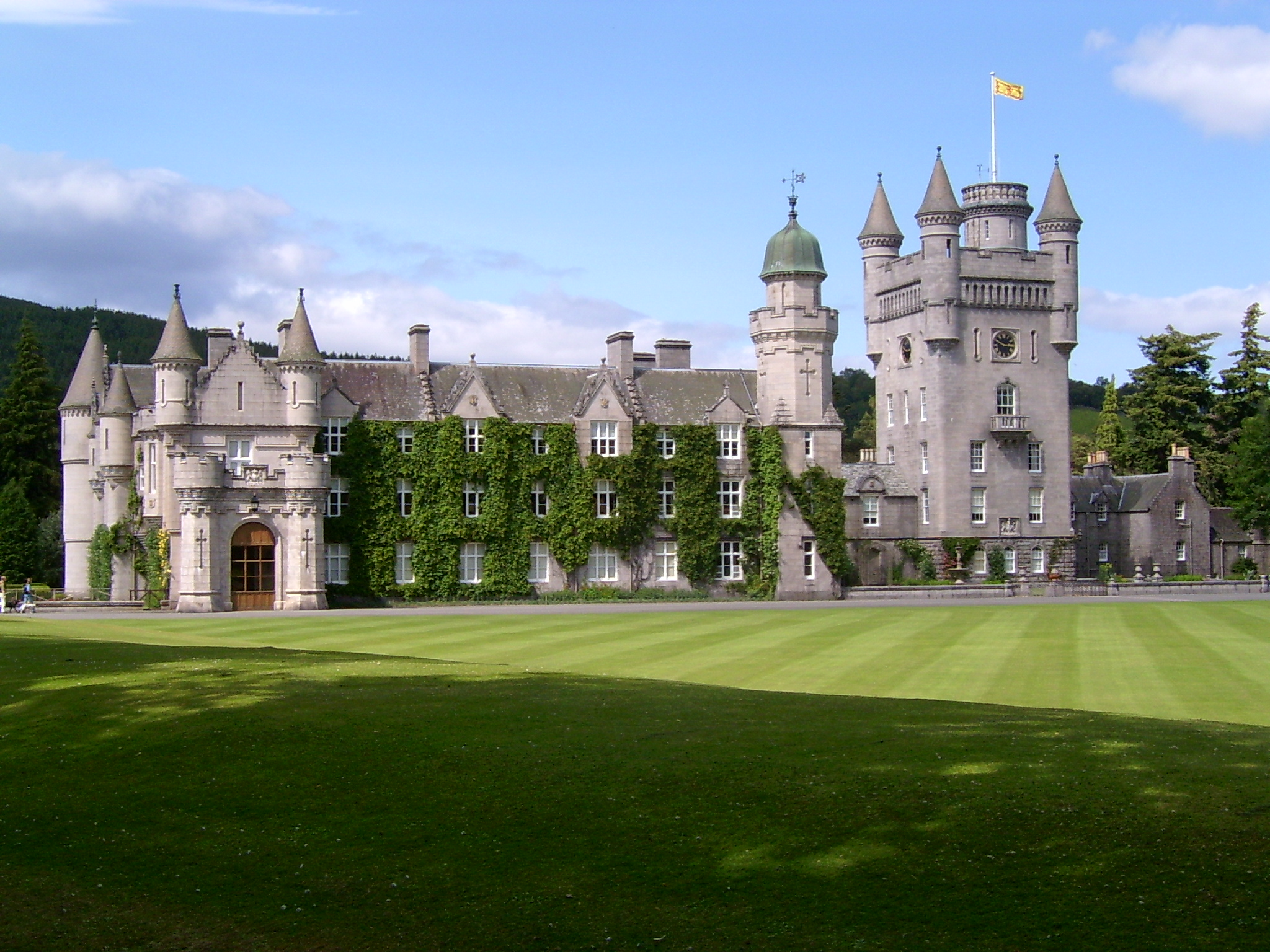
قلعة بالمورال
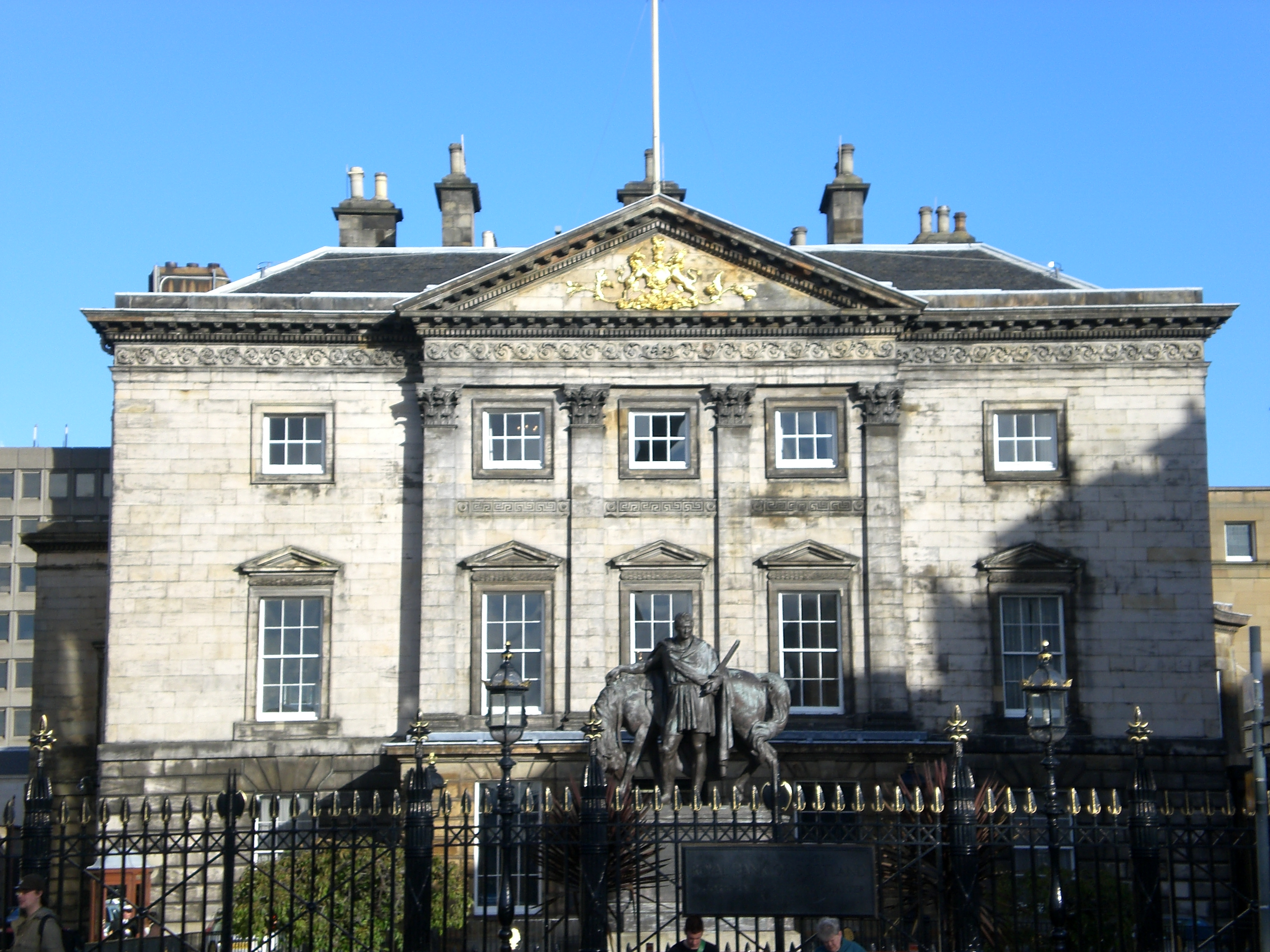
منزل دونداس، إدنبرة
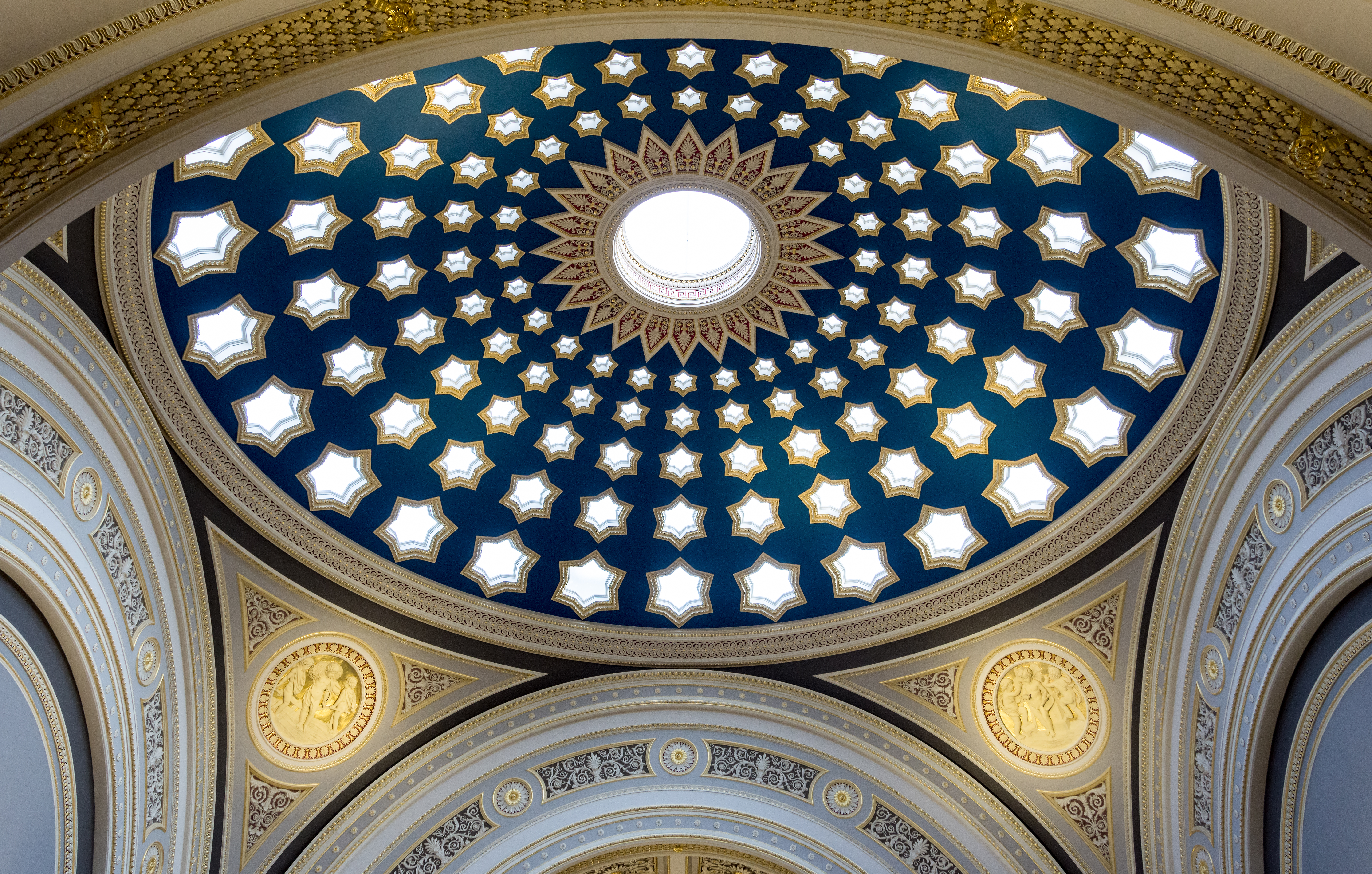
سقف القاعة المصرفية

## روابط خارجية
- The Committee of Scottish Bankers website